# Török (családnév)
A Török régi magyar családnév. Népnév, amely etnikai hovatartozásra utal. Továbbá olyan személy elnevezése, aki török rabságot viselt vagy valamilyen kapcsolatban volt a törökkel a hódoltság idején. 2020-ban a 22. leggyakoribb családnév volt Magyarországon. 25 827 személy viselte ezt a vezetéknevet.

## Híres Török nevű családok
Török
- enyingi Török család
- kadicsfalvi Török család
- nagyemőkei Török család
- nemescsói Török család
- néveri és nemespanni Török család
- pati Török család
- szendrői Török család

Thewrewk
- ponori Thewrewk család

## Híres Török nevű személyek

### Képzőművészet
- Török Ferenc (1936–2021) Kossuth-díjas építész
- Török Gáspár (1934–2019) erdélyi magyar fotóművész
- Török László (1948–2020) Balázs Béla-díjas fotóművész

### Színház- és filmművészet
- Török Ágnes (1958) bábművész, színésznő
- Török András (1949) erdélyi magyar színész
- Török Ferenc (1971) rendező
- Török Irma (1875–1945) színésznő
- Török Katalin (1930) erdélyi magyar színésznő
- Török Mária (1822–1895) színésznő
- Török Sarolta (1945–2009) színésznő
- Török Tamás (1925–1993) Jászai Mari-díjas rendező, író, dramaturg

### Zene
- Török Ádám (1948–2023) zenész, énekes, fuvolista, dalszövegíró
- Török Erzsébet (1912–1973) Kossuth-díjas népdalénekes
- Török József (1960) zenész, zeneszerző, billentyűs (Lord)
- Török Tamás (1967) basszusgitáros (Bon-Bon)

### Politika
- Török Ambrus (?–1491 után) reneszánsz kori történelmi személy, soproni kapitány és ispán
- Török Bálint (1502–1551) magyar főnemes, hadvezér, nándorfehérvári bán
- Török Bálint (1580-as évek – 1603) hunyadi főispán
- Török Ignác (1795–1849) honvédtábornok, az aradi vértanúk egyike
- Török Imre (1460-as évek–1521) valkói ispán, nándorfehérvári bán
- Török István (1564–1618) pápai főkapitány, nagybirtokos főúr
- Enyingi Török János (1529–1562) magyar főnemes, Hunyad vármegye örökös főispánja
- Török János (1843–1892) jogász, Temesvár polgármestere, Budapest rendőr-főkapitánya
- Török Katalin (1580-85 között–1617 után) Erdély leggazdagabb nagybirtokos asszonya, az enyingi Török-család erdélyi ágából
- Török Zsolt (1971) politikus (MSZP), országgyűlési képviselő (2002–2010)

### Sport
- Török Bódog (1923–2012) kézilabdázó, edző
- Török Ferenc (1935) olimpiai bajnok öttusázó, edző
- Török Gyula (1938–2014) olimpiai bajnok ökölvívó, edző
- Török Ibolya (1969) válogatott labdarúgó
- Török László (1950) sportújságíró, sportvezető
- Török Ottó (1937) öttusázó, párbajtőrvívó, sportvezető
- Török Péter (1940) labdarúgó, labdarúgóedző, sportvezető
- Török Péter (1950) sportújságíró, riporter
- Török Péter (1951–1987) válogatott labdarúgó
- Török Tivadar (1904–1973) válogatott labdarúgó
- Török Zsolt (1973–2019) romániai magyar hegymászó

### Tudomány
- Török Aurél (1842–1912) orvos, az MTA levelező tagja, egyetemi tanár, rektor
- Ponori Thewrewk Aurél (1921–2014) csillagász, író, természettudós
- Török Gábor (1902–1966) Kossuth-díjas kémikus
- Török Gábor (1971) politológus, egyetemi adjunktus
- Török Gyula (1911–1997) régész
- Török József (1946–2020) teológus, egyháztörténész, egyetemi tanár
- Török Károly (1843–1875) néprajzkutató, költő
- Török László (1941–2020) magyar ókortörténész, régész, núbiológus, az MTA levelező tagja
- Török Tibor (1914–1999) Kossuth-díjas vegyész